# ويليام بلاك (سياسي كندي)
ويليام بلاك هو سياسي كندي، ولد في 17 أكتوبر 1867 في كندا، وتوفي في 24 أكتوبر 1944 في أوتاوا في كندا. حزبياً، نشط في حزب أونتاريو المحافظ التقدمي. وقد انتخب عضو برلمان مقاطعة أونتاريو.